# إكوايتس

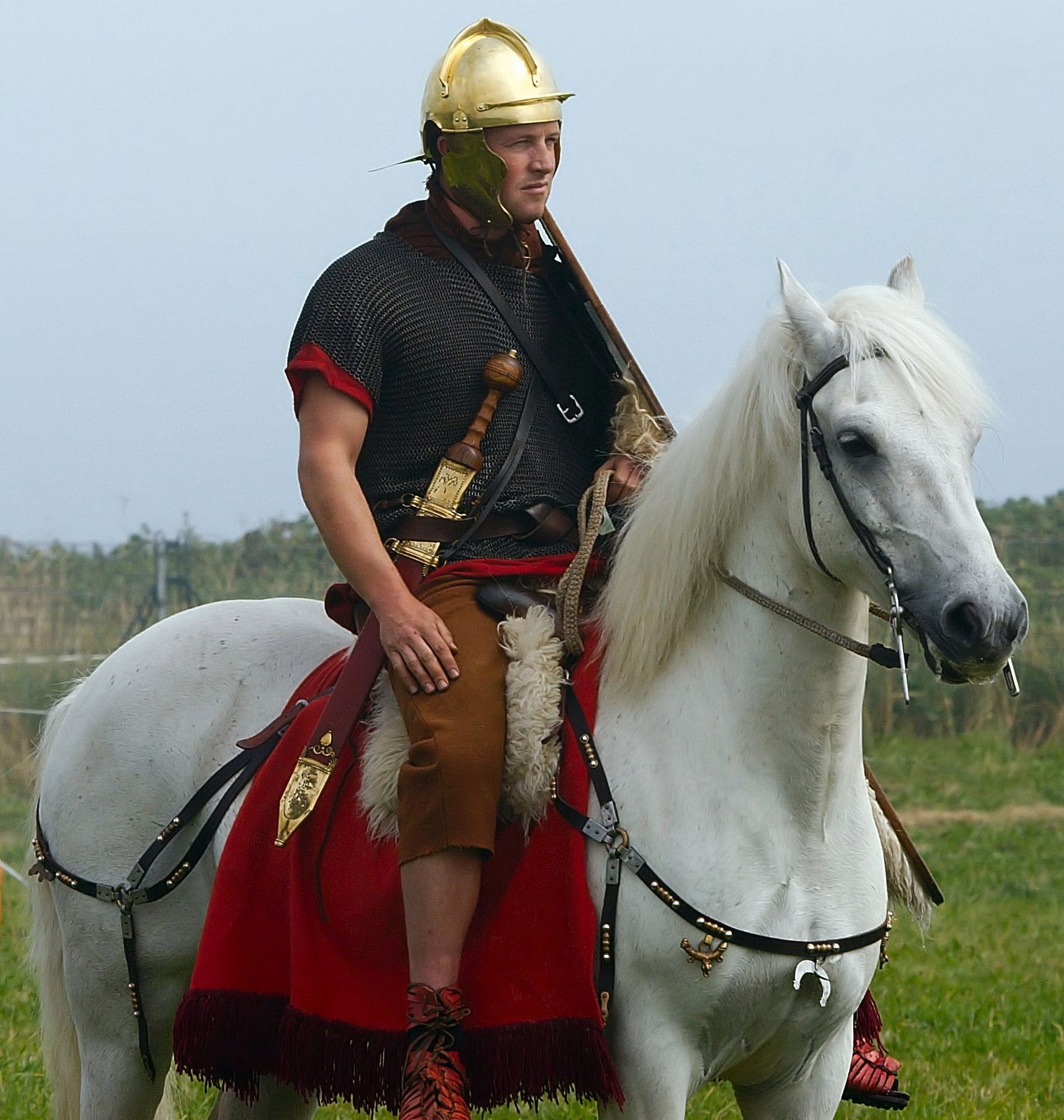
نبذة عن الشكل الإكوايتس.

الإكوايتس (باللاتينية: Equites، وأصبحوا يسمُّون حديثاً في بعض الأحيان الفرسان لاستعمالهم الأحصنة) هي طبقة اجتماعية في روما القديمة، كانت تمثّل الطبقة الدنيا بين الطَّبقتين الأرستقراطيَّتين المتنفّذتين في الدولة، حيث كانت الطبقة الأعلى منها هي الباتريكيان. تحكَّمت هذه الطبقة الثريَّة بالسياسة في الدولة خلال عصر المملكة الرومانية (حتى سنة 509 ق م) والجمهورية الرومانية (حتى سنة 338 ق م).
خلال عهد المملكة الرومانية والقرن الأول من الجمهورية، لم يكن جنود سلاح الفرسان الروماني يؤخذون إلا من أفراد طبقة الباتريكيان، الذي كان من المتوقَّع منهم إعطاء 300 فارس لكل فيلق ملكي بالجيش. لكن في حوالي سنة 400 ق م، تمت مضاعفة هذا العدد، ممَّا دعا إلى السَّماح بإدخال بعض البليبس (العامة) إلى سلاح الفرسان أيضاً. في سنة 300 ق م، أجبرت روما مجدداً - نتيجة الحروب السامنية - على مضاعفة التجنيد العسكري العادي السنويّ من فيلقين إلى 4 فيالق، وبالتالي تضاعف حجم سلاح الفرسان مرة أخرى ليصل إلى 1200 فارس. لذلك، بدأ الضباط بتجنيد بعضٍ من العامة في سلاح الفرسان، لكنهم اختاروهم من بين أثرى طبقات العامة في روما، وأصبح هؤلاء هم الإكوايتس.
بحلول وقت اندلاع الحرب البونيقية الثانية (امتدَّت من سنة 218 إلى 202 ق م)، أصبح من الإلزامي على جميع شبَّان الطبقة الثرية من العامَّة أن يلتحقوا بسلاح الفرسان. لكن وجود الإكوايتس بين الفرسان أخذ بالتقلُّص بسرعة بين سنتي 202 و88 ق م، وذلك لأنَّه كانت هناك حاجة لهم لشغل الرتب العالية المتزايدة في الجيش أكثر من الحاجة لهم في سلاح الفرسان. منذ سنة 88 ق م لم يعد يتم تجنيد أي أفراد من طبقة الإكوايتس «بشكل إلزامي» في سلاح الفرسان، إلا أنَّه ظل من الممكن - رسمياً وقانونياً - تحنيدهم حتى عهد الزعامة من تاريخ الإمبراطورية، أي حتى سنة 284م، وظلُّوا يخدمون في الرتب العالية بالجيش حتى ذلك الحين.
فيما أنَّ أفراد طبقة الباتريكيان كانوا يحسبون على طبقتهم بالوراثة فحسب، كان أفراد طبقة الإكوايتس يكتسبون طبقتهم من حجم ثروةٍ معيَّن. بعد أن يكتسب شخص الانتماء إلى طبقة الإكوايتس، فإنَّه كان يستطيع توريث طبقته إلى أبنائه، رغم ذلك، كان محصو السكان عادةً يستبعدون من الإحصاء الرسمي أفراد الإكوايتس الذين لم يعودوا يحقّقون حد الثروة اللازم. في الأيام المتأخّرة للجمهورية، كان يبلغ حد الثروة اللازم للانتماء إلى الطبقة 50,000 دينار روماني (كانت هذه هي القاعدة الرسمية منذ سنة 30 ق م إلى 14م)، وهو ما كان يُعَادل في حينه المرتَّبات السنويَّة لـ450 جندي في الجيش مجتمعة.